# Каберне Алушта
Каберне́ Алу́шта — марочное красное столовое сухое вино. Единственный производитель — ГК НПАО «Массандра» в Крыму.

## История
Вино производится с 2004 года. Его изготавливают из винограда Каберне Совиньон — 70 %, Цимлянский чёрный и Красностоп золотовский — 30 %. Используют виноград, достигший содержания сахара 19 %. Технология изготовления заключается в полном сбраживании виноградного сусла.
Характеристики вина: спирт — 10—13 %, сахар — 0,3 г/100 куб. см, титруемых кислот — 6 г/куб. дм. Цвет — тёмно-рубиновый. Букет с оттенками сафьяна, фисташки и фиалки. Вино выдерживают 2 года.
Вино производится ГП «Алушта», входящим в состав ГК НПАО «Массандра».

## Награды
Серебряная (на международном конкурсе «Ялта. Золотой Грифон-2003») и бронзовая («Второй международный профессиональный дегустационный конкурс вин и коньяков» в Киеве в 2006 году) медали.